# Bisdom Aizawl
Het bisdom Aizawl (Latijn: Dioecesis Aizavlensis) is een rooms-katholiek bisdom met als zetel Aizawl, in India. Het bisdom is suffragaan aan het aartsbisdom Shillong. 

## Geschiedenis
Het bisdom werd opgericht op 17 januari 1952, als de apostolische prefectuur Haflong, uit delen van het bisdom Chittagong en het aartsbisdom Dacca. Op 26 juni 1969 werd het verheven tot bisdom met de naam bisdom Silchar. Op 11 januari 1996 veranderde het van naam naar bisdom Aizawl. 

## Parochies
Het bisdom had in 2020 een oppervlakte van 28.002 km2 en telde 4.785.469 inwoners waarvan 0,9% rooms-katholiek was.

## Ordinarii

### Prefecten
- George Daniel Joseph Breen (21 maart 1952 - 26 juni 1969)

### Bisschoppen
- Denzil Reginald D’Souza (26 juni 1969 - 18 oktober 2000)
- Stephen Rotluanga (2 oktober 2001 - heden)
  - Joachim Walder (hulpbisschop: 30 maart 2023 - heden)

Shillong (aartsbisdom) · Agartala · Aizawl · Jowai · Nongstoin · Tura